# فلورینا چرچل
فلورینا چرچل (رومانیایی: Florina Cercel؛ زاده ۲۸ ژانویه ۱۹۴۳ – ۳۰ مارس ۲۰۰۴) بازیگر و صداپیشه اهل رومانی بود.
از فیلم‌ها یا مجموعه‌های تلویزیونی که وی در آن‌ها نقش داشته است، می‌توان به بادبان‌های برافراشته و از میان خاکسترهای امپراتوری اشاره نمود.